# Alô?!
Alô?! é um filme de comédia brasileiro de 1998 dirigido e escrito por Mara Mourão. Produzido por Paulo Paturalski e Sara Silveira, o filme conta a história de um casal de classe média envolvido em uma série de atitudes ilegais para levantar um milhão de dólares. É protagonizado por Betty Lago e Herbert Richers Jr. com a participação especial de Myriam Muniz.

## Sinopse
Quatro pessoas de São Paulo têm suas vidas interligadas por uma sucessão de erros onde um tenta tirar vantagem em cima do outro. Um casal de classe média, Mário Augusto (Herbert Richer Jr.) e Dora Arruda (Betty Lago), tentam levantar uma negociata para arrecadar um milhão de dólares. Ele tenta vender terras superfaturadas, enquanto ela reproduz peças de roupas de grandes marcas para vender em sua loja. Um certo dia ela compra ervas para emagrecer falsificadas de José (Wellington Nogueira), o qual é irmão da empregada doméstica do casal, Maria (Myriam Muniz). Em verdade, ninguém demonstra ter nenhum caráter: dos pobres oprimidos aos ricos opressores.

## Elenco
- Betty Lago como Dora Arruda
- Herbert Richers Jr. como Mário Augusto Arruda
- Myriam Muniz como Maria
- Wellington Nogueira como José
- Márcio Ribeiro como  Necão
- Duda Mamberti como  Conrado
- Carlos Careqa como taxista (também assina Carlos Careca)
- Gisele Zelauy como Gigi
- Ingrid Guimarães como Valentina
- Flávio Dias como Jacinto
- Ângelo Brandini como porteiro
- Zé Rodrix como Vidal
- Eduardo Silva como boy
- Zilda Pereira como Deusa da Silva
- Carlos Meceni como policial
- Luti Angelli como açougueiro
- Massayuki Onishi como tintureiro
- Alberto Redoschi como Pereira
- Gérson Steves como borracheiro
- Hugo Possolo como policial subalterno
- Vera Mancini como costureira
- Joselita Alvarenga como avó do ônibus
- Kalil Jabbour como Tonhão
- Paco Sanchez como motorista de ônibus
- Agnes Adese como empregada amiga
- Márcia Manfredini como secretária
- Jesse James como jornaleiro

## Produção
O filme é o primeiro longa-metragem dirigido e escrito pela cineasta Mara Mourão. Foi gravado quase inteiramente nas ruas de São Paulo, com locações também em Taubaté e Embu. Trata-se de uma produção independente e de baixo orçamento, não recebendo apoio de incentivos fiscais para a produção do filme. A produção do filme é assinada por Sara Silveira e Paulo Paturalski, da Mamo Filmes. Arrigo Barnabé e Paulo Barnabé são os responsáveis pela trilha sonora do filme. O título da obra se refere ao uso de telefones celulares pelos personagens, uma novidade na época, e que também são importantes na trama.

## Lançamento
O filme foi lançado no Brasil em novembro de 1998 pela Riofilme. Anos mais tarde foi exibido na televisão, em agosto de 2000, pela TV Cultura, sendo o filme que mais proporcionou recall para a emissora. Quando lançado no pay-per-view da DirecTV, foi o filme brasileiro mais retirado do serviço na época.

## Recepção

### Bilheteria
Segundo dados da Ancine, Alô?! não teve uma larga distribuição comercial. Sem dados de quantas salas de cinema receberam cópias do filme, ele alcançou um público de 2.703 espectadores, gerando um receita de R$ 13.000,00 em seu lançamento comercial.

## Prêmios e indicações
Alô?! recebeu os prêmios de melhor direção e melhor atriz para Myriam Muniz no Festival de São Vicente e de melhor direção de arte no Festival de Cuiabá.
| Ano  | Associações                       | Categoria              | Nomeações    | Resultado | Ref. |
| ---- | --------------------------------- | ---------------------- | ------------ | --------- | ---- |
| 1998 | Festival de Cinema de São Vicente | Melhor Direção         | Mara Mourão  | Venceu    |      |
| 1998 | Festival de Cinema de São Vicente | Melhor Atriz           | Myriam Muniz | Venceu    |      |
| 1998 | Festival de Cinema e TV de Cuiabá | Melhor Direção de Arte | Tulé Peak    | Venceu    |      |